# Riosegundo birabeni
Riosegundo birabeni is een hooiwagen uit de familie Gonyleptidae.